# Voleibol de praia nos Jogos da Lusofonia
O voleibol de praia faz parte do programa esportivo dos Jogos da Lusofonia desde a primeira edição do evento, realizada em 2006, em Macau, orgnaizados pela ACOLOP., disputado pela segunda vez após tres anos, voltando a ser celebrado em 2014 na cidade de Goa, Índia; sendo cancelado em 2017 cuja sede seria Moçambique e  está previsto para 2021 em Luanda, Angola.

## Eventos
| Eventos   | 06 | 09 | 14 | 21 |
| --------- | -- | -- | -- | -- |
| Masculino | •  | •  | •  | •  |
| Feminino  | •  | •  | •  | •  |